# Colias marcopolo
Colias marcopolo é uma borboleta da família Pieridae encontrada nas Montanhas Pamir, em Indocuche e no Afeganistão.

## Biologia
A larva se alimenta de espécies Astrágalo.

## Subespécies
- C. m. marcopolo
- C. m. afganipolo Schulte, 1977
- C. m. kushana Wyatt & Omoto, 1966

## Etimologia
A espécie foi baptizada em honra a Marco Polo.